# 福祉乗車証
福祉乗車証（ふくしじょうしゃしょう）とは、地方自治体がその区域内の住民のうち、高齢者や障害者などの交通弱者やひとり親家庭、生活保護受給世帯、児童養護施設に入所している児童に対し、社会参加を促し福祉を増進するために発行する、特定の区域や事業者の公共交通機関（鉄道・路線バスなど）が利用可能な乗車証である。高齢者向けのものは敬老パスとも呼ばれる。

## 概要
発行自治体が運営する公営交通（公営鉄道・公営バス）およびコミュニティバスや発行自治体が出資する第三セクター鉄道、地域を運行する民営バス路線が利用可能となることが多い。市区町村の役所窓口などに申請し、対象者の資格を確認して発行される。発行する自治体や対象により乗車証の名称や様式、発行時や乗車時に別途料金を必要とするか否かには違いがある。
従来の福祉乗車証は、紙式定期券のように乗降車の際に提示する乗車証カードや、一枚ずつ切り離して使う紙式回数券タイプが多かったが、近年ではIC乗車カードの普及に伴い、福祉乗車証にもIC乗車カードを導入する例が増加している。第三者による不正使用、転売、偽造の防止に加え、IC乗車カードに搭載されているFelicaチップには大量の情報が書き込み可能なため、ストアードフェアシステムによる正確な利用状況の把握が図れる利点がある。
福祉乗車証による交通機関の利用に対しては、発行自治体から交通事業者に対して助成金が支払われているが、特に高齢者がよく利用する路線バスでは、紙式の敬老パスでは正確な乗車回数や経路などが把握できないため、バス事業者が乗車実績に見合う助成金を受け取っておらず、バス事業者の負担が重い状況が問題となっている。福祉乗車証（中でも高齢化により発行数が増加の一途をたどる敬老パス）へのICカード導入は自治体や事業者にとってもメリットがあるため、横浜市のように紙式で発行している自治体でもICカード化を進める動きが出ている。
2004年（平成16年）現在、公営バスの営業収入のうち政令市等都市部 では21%、地方都市 では20%が福祉乗車証による収入となっている。

## 現在発行されている主な福祉乗車証

### 北海道地方
- 札幌市
  - 敬老優待乗車証
  - 札幌市福祉乗車証：障害者対象（身体・知的・精神）[5]

福祉割引SAPICA（券面に氏名と割引の文字が印字されたもの）にチャージする方式で支給。SAPICA未対応の夕鉄バス・ばんけいバス利用者にはバス回数券を支給[5]。
「障がい者交通費助成」制度として、福祉乗車証、タクシー券、自家用車燃料（ガソリン・軽油）の3つから選ぶ方式[5]。
- 苫小牧市
  - 高齢者優待乗車証/高齢者フリーパス[6]
  - 市内路線バス無料乗車証：対象者は身体・知的・精神[7]
- 函館市
函館市企業局交通部のIC乗車カード「ICAS nimoca」[注釈 3]導入により、2018年4月1日より新制度へ移行。
スターICAS nimoca（記名式）へ運賃負担分をポイントバックする形で助成する。付与されたポイントは、専用ポイント交換機でSF残高に交換することにより運賃として利用できる。
対象路線は函館市電（箱館ハイカラ號除く）・函館バスの函館市内路線[注釈 4]。高齢者は年度間上限6,000円分の半額助成、障害者は障害の程度や条件別に上限あり・なしの全額または半額助成。
  - 市電・バス利用証：2012年（平成24年）3月31日をもって廃止。高齢者については翌日から、磁気カードタイプの「高齢者交通料金助成専用乗車カード」を半額で購入できる「高齢者交通料金助成券」の1年度1冊6,000円分（500円券12枚）の交付に変更された（2018年3月31日まで）。
  - 「函館市障害者等外出支援事業」による、障がい者「施設通所者等市電・バス利用証（無料・半額）」：2018年3月31日をもって廃止。

### 東北地方
- 青森市
  - 高齢者福祉乗車証「いき・粋乗車証」[9]

青森市営バス、JRバス東北（一部地区のみ）、コミュニティバス「青森市市民バス」で利用可能[9]。
「いき・粋乗車証」は交付無料、乗車有料（100円）。有料フリーパスを購入すれば乗車無料となる[9]。
  - 市営バス等福祉乗車証：障害者対象（身体・知的・精神）[10]

青森市営バスに無料乗車が可能（一部地区ではJRバス東北との選択制）
- 八戸市 - 八戸市営バス全線・南部バスの八戸市内路線で利用可能[11][12]。
  - 高齢者特別乗車証「はつらつ共通バス券」[11]。
  - 障害者特別乗車証「ほほえみ共通バス券」（身体・知的・精神）[12]
- 山形市 - コミュニティバスで利用可能。
  - コミュニティバス高齢者乗車証：70歳以上が対象。山形交通バスで発売するシルバー3ヶ月定期券を購入した者に限る。
- 仙台市 - 仙台市地下鉄・仙台市営バス・宮城交通で利用可能[13][14]。
  - 敬老乗車証[13]

敬老乗車証専用ICカード（icscaではない）に「250円（または100円）で1000円分のチャージ」という形で支給[13]。
通常運賃の「一般用敬老乗車証」、障害者割引運賃が自動的に引き去られる「福祉割引用敬老乗車証」（障害を持つ高齢者向け）の2種類がある[13]。
  - ふれあい乗車証：障害者対象（身体・知的・精神）[14]

札幌市と同様、福祉乗車証、タクシー券、自家用車燃料の3つから選ぶ方式[14]。
- 福島市 - 福島交通・JRバス東北の一部区間で利用可能。
  - ももりんシルバーパスポート：７５歳以上が対象で、運賃が無料となる。ただし、市外区間を利用した場合は、有料となる。2011年度に紙券から変更されている。
- 二本松市 - 福島交通・協和交通・コミュニティバス・デマンドタクシーが利用可能。
  - 高齢者無料乗車証：75歳以上が対象。ただし、市外区間を利用した場合は、有料となる。

### 関東地方
- 東京都
  - 東京都シルバーパス：70歳以上の高齢者が対象。都営交通（都営地下鉄、都電荒川線、日暮里・舎人ライナー、都営バス）および都内の民営路線バス（一部を除く）で利用できる。運賃支払い時に乗務員に提示する。発行有料（所得により金額は異なる）、乗車無料[15]。
  - 都営交通無料乗車券：障害者など対象（精神障害者を除く）。対象路線は都営交通全線。券種はPASMO（記名式）・磁気カード式があり、都営交通の窓口で磁気カードをPASMOに変更することも可能。発行無料[16][17]。
  - 精神障害者都営交通乗車証：精神障害者が対象。2000年10月より開始。対象路線は都営交通全線。券種はPASMO・磁気カード（都営地下鉄、日暮里・舎人ライナーの定期券販売所で発行）、紙式（都営バス・都電の定期券販売所、自治体窓口で発行）の3種類。発行無料、乗車無料[17][18]。
- 川崎市 - 対象路線は川崎市交通局（川崎市バス）全線、民営バスの川崎市内路線。横浜市営バス7系統を除く、川崎市内と横浜市内を跨って利用する場合、乗降停留所のどちらか一方に市内が含まれていれば乗車可能[注釈 5][19]（乗車の際に自己申告が必要）
  - 高齢者特別乗車証明書：高齢者対象。発行有料（定額）、乗車有料（割引運賃）[20]。
  - 高齢者フリーパス（福祉パス）：高齢者対象（障害の有無など条件あり）。発行無料、乗車無料[20][21]。
  - 川崎市ふれあいフリーパス：障害者対象（身体・知的・精神）。発行無料、乗車無料[19]。

従来の「川崎市内回数乗車券（ふれあい回数乗車券）」「市バス特別乗車証」「民営バス定期券」を廃止する形で「ふれあいフリーパス」に一本化[19]。横浜市福祉乗車証との重複エリアがある。
- 横浜市 - 対象路線は横浜市交通局（横浜市営地下鉄・横浜市営バス全線）、横浜シーサイドライン（全線）、民営バス・川崎市営バス（横浜市内路線。横浜市内と川崎市内を跨って利用する場合、乗降停留所のどちらか一方に市内が含まれていれば乗車可能（乗車の際に自己申告が必要。横浜市営バス7系統は全区間利用可能）[注釈 5][22]。
  - 敬老特別乗車証：高齢者対象。運賃支払い時に乗務員に提示する。発行有料（所得により金額は異なる）、乗車無料[22]。
  - 福祉特別乗車券：障害者対象（身体・知的・精神）。発行有料（定額）、乗車無料[23]。川崎市福祉乗車証との重複エリアがある。

### 中部地方
- 名古屋市 - 名古屋市交通局以外で利用するとmanaca定期券として扱われる。エリア内に清須市の一部が含まれている。
  - 名古屋市敬老パス
  - 名古屋市福祉特別乗車券
- 東海市 - らんらんバスで利用可能
  - 市内路線バス特別乗車証：75歳以上の高齢者と障害者が対象。障害者用は、知多バスの市内運行区間も利用可能[24][25]。
- 岐阜市 - 岐阜バス・コミュニティバスで利用可能
  - おでかけバスカード：70歳以上が対象で、交付申請書に必要事項を記入した後、郵送する。そのあと、本券が届く。ICカード方式で、通常の2割引で乗車できる。初回に限り、3000円が入金されている[26]。
- 浜松市 - 障害者が対象。
  - 以下の券種が選択できる[27]。
    - 浜松市ナイスパス
    - タクシー利用券
    - 天竜浜名湖鉄道乗車券引換券
    - 地域バス乗車券
- 長野市周辺のバスICカード「KURURU」（アルピコ交通・長電バス）で、以下の高齢者用福祉乗車証がある。詳細は「KURURU#高齢者用ICカード」を参照。
  - 長野市「おでかけパスポート」
  - 飯綱町「IIZUNAであるきバスカード」
  - 小川村「まめってぇバスカード」
  - 高山村「ふれあいパスポート」

### 近畿地方
- 京都市
  - 敬老乗車証 - 第1種は市内全域、第2種は地域限定で第1種と併せて交付。発行有料（所得により金額は異なる）、乗車無料[28]。
  - 2022年度からは市の財政難により対象年齢の引き上げと負担額の増額が行われた[29]。
    - 第1種敬老乗車証：京都市交通局（京都市バス・京都市営地下鉄。市営地下鉄乗り入れ先の近鉄京都線と京阪京津線除く。）・京都バス（岩倉・大原方面）・京阪バス（山科・醍醐方面）・京北ふるさとバス・醍醐コミュニティバス[28]
    - 第2種敬老乗車証（民営バス）：特定地域の路線・区間[28]

2023年度からは制度見直し[30]により敬老バス回数券も選択可能となった。（購入負担率は、利用者50%、公費50%）
  - 京都市福祉乗車証 - 障害者対象。障害の程度に応じ「介護者も無料」「本人のみ無料」「本人のみ5割引（醍醐コミュニティバス除く）」の3種がある[31]。第1種敬老乗車証の対象路線および京阪京都交通（桂駅 - 桂坂エリア）[32]・ヤサカバス（桂川駅 - 洛西ニュータウン - 国道沓掛口）[33]で利用可能。
- 大阪市 - Osaka Metro（ニュートラム含む）、大阪シティバス（いまざとライナー含む、オンデマンドバス等除く）で利用可能[34][35]。
  - 敬老優待乗車証[34]

敬老乗車証専用ICカード（顔写真貼付）を交付[36]。現金チャージにより、各交通機関を1乗車につき50円で利用可[34]（乗継割引あり）[37]。
  - 障害者用福祉乗車証
    - 手帳の等級に応じて、「介護人付無料乗車証」・「単独用無料乗車証」・「乗車料金割引証」のいずれか1つが交付される[35][38]。

  - エリア内に吹田市・摂津市・守口市・門真市・東大阪市・松原市・豊中市・堺市の一部が含まれている。
- 箕面市 - オレンジゆずるバスで利用可能。
  - 高齢者乗車券
    - 高齢者運賃割引証：70歳以上が対象。普通運賃は100円、一日乗車券は200円で購入できる。
- 高槻市 - 高槻市営バスで利用可能。
  - 高齢者乗車券
    - 高齢者割引乗車券：70～74歳が対象で、運賃が100円になる。
    - 高齢者無料乗車券：75歳以上が対象。

  - 障害者乗車券 - ICカード方式。無料で利用できる。
    - 介護者有：第一種障害者・第二種小学生未満が対象。介護人は割引運賃が適用される。
    - 介護者無：第二種中学生以上が対象。
- 堺市 - 南海バス・近鉄バス・阪堺電気軌道で利用可能。但し、乗降どちらか一方が堺市内に限る。また、上記大阪市福祉乗車証との重複エリアがある。
  - 高齢者乗車券
    - おでかけ応援カード：おでかけ応援制度の一環として、65歳以上が対象。誕生月の3ヶ月前に「おでかけ応援カード申請書兼納付書」が自宅に郵送される。カードを希望される場合は、書類に記載されている金融機関の窓口への提出と、発行負担金である1000円を納付する必要がある。なお、交付まで2～3ヶ月かかる。
- 神戸市 - 対象路線は、神戸市交通局（神戸市バス・神戸市営地下鉄）全線、民営バスの市内路線、神戸新交通（ポートライナー・六甲ライナー）、地域コミュニティ交通[39]。 それ以外の交通機関で利用するとPiTaPaプリペイドカードとして扱われる[要出典]（ポストペイ乗車には非対応）。
  - 高齢者乗車券
    - 敬老優待乗車証（敬老パス）：敬老優待乗車証専用IC乗車カード（顔写真なし）にチャージすると、小児・障害者（神戸市外）と同じ料金で乗車できる[39]。
    - 他に、敬老無料乗車券（低所得者対象）、通勤定期割引購入制度（働く高齢者など高頻度利用者対象）がある。敬老パスと併給可[40]。

  - 障害者乗車券
    - 福祉乗車証（福祉パス）：障害者など対象。発行・乗車無料[41]。対象区間内と対象区間外を跨いで乗車する場合は神姫バスが発行する「Nicopa （身障者用）」または阪神バス・阪急バスが発行する「hanica（身障者用）」の両方所持することで、途中停留所にて乗り換えまたは降車せずにカードの切り替えが必要。

  - エリア内に西宮市山口町の一部・芦屋市の一部・三田市の一部・三木市の一部・明石市の一部が含まれている（三木市ではICカード「nicopa」による一律運賃制を導入しており、市内区間の乗降に限り上限200円（障害者は100円）となるため、神戸市福祉乗車証所持者は身障者用「nicopa」と両方所持すると神戸市から三木市内区間まで精神障害者は上限200円（その他の障害者は100円）で行くことができる（重複エリアでもある「広野高原病院前」〜「緑が丘駅」（81系統と恵比須快速線）・「三津田」〜「御坂」（西脇急行線）・「イオンモール神戸北」の各途中停留所で乗り換えまたはICカードの切り替えが必要）。
- 尼崎市
  - 高齢者のバス運賃助成制度は「定期方式」「乗車払方式」の2種類がある。

尼崎市交通局（市営バス）の阪神バスへの移譲により、「定期方式」は「尼崎市バス特別乗車証」（尼崎市交通局#運賃などを参照）から、高齢者専用hanica定期券「グランドパス65」購入助成に、「乗車払方式」は阪神バスの割引乗車制度に変更となった[42]。
  - 尼崎市障害者等バス特別乗車証：有効期限なし[43]。
- 姫路市
  - 高齢者乗車券 - 高齢者優待乗車助成制度の一環として、75歳以上が対象。誕生月の前月初めまでに制度のご案内と申請書が送付される。下記の4つからいずれか一つ選択
    - 高齢者バス優待乗車証：神姫バスが対象で、運賃が50円になるカードが交付される。
    - 鉄道優待乗車カード：JR・山陽電鉄の各駅で利用できるカードが交付される。
    - 船舶優待乗船券：姫路から家島諸島の間の定期航路において運賃が無料となる。
    - 優待タクシー助成券：市内を運行するタクシーで利用できる。
- 明石市 - 山陽バス・神姫バス・市内指定タクシーで利用可能。
  - 障害者乗車券 - 等級によって以下の券種が交付される。上記神戸市福祉乗車証との重複エリアがあるため、神戸市バスには「明石市障害者乗車券は使用できない」旨が貼られてある。
    - 介護付バス共通優待乗車証：第一種が対象。単独での乗車も可能。
    - 単独バス共通特別乗車証：第二種が対象。
    - 福祉タクシー利用券：第一種が対象。1枚500円の券が年間48枚交付される。
- 三木市
  - 高齢者乗車券 - 高齢者運賃助成制度の一環として、70歳以上が対象。送付された申請書に記入・押印した後、福祉課の窓口に手続きを行う。以下の4つから選択
    - 神姫バス・ゾーンバス回数券
    - 神姫バス・ゾーンバスIC入金券
    - 神戸電鉄回数券
    - タクシー利用助成券

  - 障害者乗車券 - 障害者運賃助成制度の一環として、70歳未満の第一種身体障害者・知的障害者が対象。年度当初にはがきでの通知が出る。必要事項を記入した後、障害福祉課に行って手続きを行う。下記の5つから選択した2000円相当の回数券を年度毎に一冊交付される。但し、交付希望者は500円の負担金が必要。また、上記神戸市福祉乗車証との重複エリア（「イオンモール神戸北」及び「広野高原病院前」〜「緑が丘駅」、「三津田」〜「御坂」）がある。
    - 神姫バス・ゾーンバス回数券
    - 神姫バス・ゾーンバスIC入金券
    - NicoPa（バスカード）引換券
    - 神戸電鉄回数券
    - タクシー利用助成券
- 加西市 - 神姫バス・ねっぴ～号で利用可能。
  - 高齢者乗車券
  - 障害者乗車券
    - 市内バス無料乗車券：75歳以上の高齢者と第一種障害者ならび第二種精神障害者が対象。
- 和歌山市 - 和歌山バス・和歌山バス那賀の市内路線で利用可能[44][45]。
  - 高齢者用バスカード「元気70パス」：100円で乗車可能[44]。
  - 障害者用バスカード：月に2日無料で乗車可能[45]。

障害の程度により福祉タクシー券（500円券24枚、乗車1回につき1枚利用可）を併給[45]。

### 中国地方
- 岡山市
  - 高齢者乗車券
  - 障害者乗車券
    - ハレカハーフ：65歳以上の高齢者と身体障害者手帳・療育手帳・精神障害者保健福祉手帳・特定医療費受給者証・障害福祉サービス受給者証を所持している人が対象。
- 赤磐市
  - 高齢者乗車券
  - 障害者乗車券
    - ハレカハーフ：65歳以上の高齢者と身体障害者手帳・療育手帳・精神障害者保健福祉手帳・特定医療費受給者証・障害福祉サービス受給者証を所持している人が対象。
- 尾道市
  - 高齢者乗車券 - 75歳以上が対象。次の4つから選択。
    - おのみちバス優待乗車証：1乗車につき30円の負担が必要
    - バス・船舶共通利用券
    - タクシー利用共通券
    - 公営渡船乗船券：因島地区限定
- 三原市
  - 高齢者乗車券
    - 敬老優待乗車券：70歳以上が対象で、市内運行バスの乗車券が交付される。誕生月から申請できる。

  - 障害者乗車券
    - 障害者優待乗車証：第一種障害者・第二種精神障害者が対象。一部地域では、障害者優待乗船券との重複交付が可能。
- 呉市
  - 高齢者乗車券
    - 敬老いきいきパス：70歳以上が対象で、誕生月の２ヶ月前から申請することができる。ICカード方式で、１乗車につき、市内の路線バスでは、100円で利用できる。但し、運賃が140円以下の場合は、無料となる。その他、地区内生活バスでは、カードリーダーがないため、本券の提示と現金100円が必要となる。また、PASPYに対応する交通機関でも、事前に入金すると、通常運賃で利用できる。

  - 障害者乗車券
    - いきいきパス：第一種全体と、第二種で身体1～3級ならびに知的〇Bが対象。ICカード方式で、無料で利用できる。その他、地区内生活バスでも利用可能。また、PASPYに対応する交通機関でも、事前に入金すると、割引運賃で利用できる。
- 山口市 - 防長交通バス・JRバス中国・宇部市営バス（特急除外）・宇部市生活交通バス・山口市コミュニティバス・一部地域（徳地または阿東）の生活バス・コミュニティタクシーで利用可能。但し、乗降どちらか一方が市内に限る。
  - 高齢者乗車券
    - 敬老福祉優待バス乗車証：70歳以上が対象で、郵送にて交付される。利用時に、本証の提示と100円が必要。

  - 障害者乗車券
    - 福祉優待バス乗車証：身体1〜3級・知的A・精神1・2級が対象。但し、第一種と精神1級の手帳所持者は、介護人1名と同乗する必要がある。
- 宇部市 - 宇部市営バス・船木鉄道バスの一部の一般路線・小野きずな号で利用可能。
  - 高齢者乗車券
    - 高齢者優待乗車証：70歳以上で市内に住民登録されている人が対象で、郵送にて交付される。利用時に、本証の提示と100円が必要。

  - 障害者乗車券
    - 障害者優待乗車証：身体1～3級・知的A・精神1・2級で同上の人が対象。但し、第一種と精神1級の手帳所持者は介護者1名と同乗する必要がある。
- 岩国市 - いわくにバス・防長交通バス（市内限定・高速除外）で利用可能。
  - 障害者乗車券
    - 障害優待乗車証：身体1〜3級・知的A・精神1級が対象。但し、第一種の手帳所持者は、介護人1名と同乗する必要がある。
- 松江市 - 松江市営バス・一畑バスが利用可能。
  - 障害者乗車券
    - 障害優待ICOCA：第一種障害者全体と第二種中度障害者が対象。なお、本人のみの申請であるため、介護人は通常用で手帳を提示した場合に限り割引となる。

### 四国地方
- 高松市・綾川町 - 高松琴平電気鉄道・ことでんバス・大川バス・小豆島オリーブバス・コミュニティバスで利用可能。
  - 高齢者乗車券
    - ゴールドIruCa:70歳以上が対象で、運賃が半額になる。購入時に、申込書と身分証明書が必要。有効期限は6ヶ月で、改札機で2ヶ月前から更新のお知らせが表示される。
- 徳島市
  - 高齢者乗車券
  - 障害者乗車券
    - 市バス無料乗車証：本市に住民登録される人で、70歳以上の市町村民税所得割額が6万円以下と第一種障害者ならび第二種精神障害者が利用できる。
- 小松島市
  - 高齢者乗車券
  - 障害者乗車券
    - バス無料優待証：70歳以上の高齢者と第一種障害者ならび第二種精神障害者が対象。
- 鳴門市 - 地域バス・徳島バスの市内区間で利用可能
  - 高齢者乗車券
  - 障害者乗車券
    - 無料バス優待券：70歳以上の高齢者と第一種障害者ならび第二種精神障害者が対象。

### 九州・沖縄地方
- 福岡市 - いずれも以下の5種のうちから1種を選択する。
  - 高齢者乗車券：70歳以上。介護保険料所得段階区分による所得制限あり。
  - 福祉乗車券：障害者対象。本人の所得（18歳未満の場合は世帯所得）による制限あり。
    - 1.「交通用福祉ICカード」：市内のICカード利用可能な鉄道・バスで利用可能。対象事業者は福岡市地下鉄・JR九州・西鉄電車・西鉄バス・昭和バス・JR九州バス。

従来は磁気カード式の「福岡市高速鉄道福祉乗車証」（運賃無料）、「福岡市高速鉄道福祉割引証」（運賃半額）があり、障害者手帳所持者を対象に福岡市地下鉄の運賃を助成していた。2017年よりICカード式の「交通用福祉ICカード」の導入により廃止。ICカード化により利用範囲がJRや民営の鉄道・バスに拡大された[46]。現金でチャージするとはやかけんとして使用できるが、その残額を払い戻すことはできない。また、自動改札機にタッチしても割引運賃は適用されない。
    - 2.「市営渡船回数乗船券」
    - 3.「今宿姪浜線乗合マイクロバス回数乗車券」
    - 4.「タクシー助成券」
    - 5.「早良区大字西地区乗合タクシー回数乗車券」
- 北九州市
  - 福祉優待乗車証：第一種障害者と第二種精神障害者が対象。北九州市営バスが無料で利用できる。かつては紙券で交付していたが、2022年6月から順次nimocaに移行。既に、完了している[47]。
- 佐世保市 - いずれも佐世保市内と佐々町の一部の西肥バスとさせぼバスの全線で利用可能。
  - 佐世保市敬老特別乗車証（敬老パス）：75歳以上が対象。nimoca
  - 佐世保市心身障害者（児）福祉特別乗車証：障害者が対象。nimoca
- 熊本市
  - 熊本市優待証「さくらカード」「おでかけICカード」[48]

高齢者と障害者が対象。「さくらカード」だけでも市の施設などが無料で利用でき、くまモンのIC CARDの「おでかけICカード」と併用することで公共交通機関の運賃割引が受けられる。「おでかけICカード」には「障がい者用1割負担カード」「高齢者用2割負担カード」があり、それぞれ普通運賃から割り引かれた金額が引き落とされる[49]。
対象路線は熊本市交通局（熊本市電）全線、市内の路線バス（熊本都市バスほか民営バス）と鉄道路線（JR除く）。通勤・通学には利用できない[48]。
- 荒尾市 - 対象路線は九州産交バスの荒尾市内路線。
  - 福祉特別乗車証：高齢者用と障害者用のカードがあり、提示により高齢者は1乗車100円、障害者は無料となる[50][51]。
- 宮崎市 - 宮崎交通で利用可能。但し、高齢者が対象。
  - 敬老バスカ：70歳以上が対象で、希望する場合は、事前に資格証を取得のうえ、宮崎交通の窓口にて手続きする。発行に際し、ICカード（nimoca）預金額として500円が必要。運賃は100円で利用可能。但し、乗降どちらか一方が、市内に限る。
- 西都市 - 宮崎交通・コミュニティバスで利用可能。
  - 敬老バスカード：70歳以上が対象で、１乗車につき200円が必要。但し、どちらか一方が市内に限る。
- 鹿児島市 - いずれも鹿児島市内の鹿児島市電・市営バス・民間バス・鹿児島市コミュニティバス「あいばす」・桜島フェリーを利用可能。
  - 敬老パス：70歳以上が対象。運賃が3分の1となる[52]。
  - 友愛パス：障害者が対象。無料で乗車可能[53]。

## 福祉乗車証を廃止した自治体
- 千葉市
  - 千葉市敬老乗車券：高齢者対象（70歳以上、条件なし）。市内バス路線で使える「バス回数券」、千葉モノレール「モノレールカード」を支給。バス回数券、モノレールカード、バス回数券＋モノレールカード、敬老祝金のいずれかを選択。2008年度（平成20年度）から廃止[54][55]。
- 静岡市 - 2007年度（平成19年度）から敬老乗車証を廃止[55]。
- 浜松市 - 2017年度（平成29年度）から浜松市ナイスパスによる敬老乗車証の無料交付を廃止[55]。障がい者用の無料交付、ならびに遠州鉄道のシルバーワイドフリー定期券発売は存続。
- 北九州市 - 敬老優待乗車証を廃止[55]、北九州市営バス高齢者専用定期券「ふれあい定期券」販売へ移行[56]。

## 市区町村境によって福祉乗車証のエリアと運賃上限制度のエリアが重複している自治体
神戸市敬老優待乗車証・神戸市福祉乗車証と明石市敬老優待乗車券・明石市障害者優待乗車券（神戸市西区の一部・神戸市垂水区の一部・明石市の一部で敬老優待乗車証・福祉乗車証の利用範囲エリアが重複している、そのため神戸市バス車両では明石市優待乗車証が利用できない旨がある）
尼崎市障害者等バス特別乗車証•伊丹市市バス特別乗車証（尼崎市塚口地区の一部と猪名寺地区の一部で利用範囲エリアが重複している）
川崎市ふれあいフリーパス・横浜市福祉乗車券
山口市敬老福祉優待乗車証・宇部市障害者バス優待乗車証